# Ivan Brkanovic
Ivan Brkanovic (født 27. december 1906 i Skaljari, Montenegro, død 20. februar 1987 i Zagreb, Kroatien) var en kroatisk komponist, dirigent, lærer og dramaturg.
Brkanovic studerede komposition på Musikkonservatoriet i Zagreb (1932-1935). Han underviste som lærer i komposition på Schola Cantorum i Paris, og på Musikkonservatoriet i Sarajevo. Brkanovic har skrevet 5 symfonier, orkesterværker, kammermusik, 3 strygerkvartetter, balletmusik, suiter, korværker, filmmusik etc. Han var dirigent for Zagrebs Filharmoniske Orkester fra (1954). Brkanovic blev udnævnt som musikalsk rådgiver for Kroatisk National Teater i Zagreb i (1951). Han var tillige formand for det Bosniske Musiker Forbund (1950-1951), samt det Kroatiske Musiker Forbund (1953-1955). Han er fader til komponisten Željko Brkanović.

## Udvalgte værker
- Symfoni nr. 1 (1935) - for orkester
- Symfoni nr. 2 (1946) - for orkester
- Symfoni nr. 3 (1947) - for orkester
- Symfoni nr. 4 (1948) - for orkester
- Symfoni nr. 5 (1949) - for orkester
- "Åh Kroatien, "Figuren af mit oprørske land"" (1951) - for orkester
- 3 Strygerkvartetter (1933-1983)
- "Dalmatisk Diptych" (1953) - for sangsolister, kor og orkester